# アルバート・ホィットフォード
アルバート・ホィットフォード（Albert Edward Whitford, 1905年10月22日 - 2002年3月28日）は、アメリカ合衆国の天文学者である。
ウィスコンシン州のミルトンに生まれた。ミルトン・カレッジで学び、ウィスコンシン大学で博士号を取得した。1948年から1958年までウォシュボーン天文台の台長を務め、1958年から1968年の間リック天文台の台長を務めた。その後カリフォルニア大学サンタクルーズ校、ウィスコンシン大学で働いた。
ホイットフォードはジョエル・ステビンスと共に光電測光分野のパイオニアで、その感度を向上させた。宇宙空間の物質の吸収による光の赤化曲線を求めることにより、星間物質による吸収を定量化した。これは銀河系の星の分布を求めるのに重要な貢献となり、自らも銀河系の中心部の星の分布などを研究した。

## 受賞歴
- ジュール・ジャンサン賞(1960年)
- ヘンリー・ノリス・ラッセル講師職(1986年)
- ブルース・メダル（1996年）

## 命名
小惑星：(2301) Whitford。